# 덕산하이메탈
덕산하이메탈(Duksan Hi-Metal Co., Ltd.)은 디스플레이 관련 전자 부품·장비 제조와 판매를 주 사업으로 영위하는 코스닥 상장 기업이다. 최대 거래처는 삼성디스플레이와 삼성전자이다.
삼성전기의 AI용 반도체 첨단기판인 FC-BGA(Flip Chip BGA) 패키징 공정에 필요한 솔더볼(Solder Ball) 및 마이크로솔더볼(MSB)을 공급하고 있다.

## 사업 내용
덕산하이메탈의 사업내용은 크게 반도체 패키징 재료인 솔더볼(Solder Ball)의 제조 및 판매와 OLED 소재 제조 및 판매사업 두가지이고, 매출은 각각 1:1 정도이다. 덕산하이메탈은 국내 최대의 OLED 재료 판매 기업이며, 세계 3대 솔더볼 제조업체이다. 솔더볼이란, 반도체 기판에 부품을 붙이는 납 알갱이이다. 회사의 실적은 삼성디스플레이의 OLED패널 수요와 삼성전자의 시스템반도체 가동률에 좌우된다.